# ジン・ユウ・フライ
ジン・ユウ・フライ（Jinh Yu Frey、1985年5月20日 - ）は、アメリカ合衆国の女性総合格闘家。アーカンソー州出身。モーラーMMA所属。元Invicta FC世界アトム級女王。ジン・ユ・フレイとも。

## 来歴
アーカンソー州で生まれ、テキサス州アーリントンで育つ。パロデュロ高校を3年間でクラスの成績上位2％に入る最優秀成績として卒業。その後、アマリロカレッジで核医学の短期大学士、ミッドウェスタン州立大学で放射線医学の学士、テキサス大学アーリントン校で2015年8月に修士を、全てスンマ・クム・ラウデ（成績上位5%の最優秀）で修了した。
2008年11月8日にアマチュアデビュー戦。
アマチュア戦績3勝2敗でプロへ転向。
2013年4月6日、プロデビュー戦でメーガン・ライトと対戦し、リアネイキッドチョークで一本勝ち。
2013年7月27日、ダーラ・ハリスと対戦し、左ハイキックからの左ストレートでKO勝ち。ハリスが失神して卒倒するKOシーンが話題になった。

### Invicta FC
2014年9月6日、Invicta FCデビュー戦となったInvicta FC 8でジョディ・エスキベルと対戦し、1-2のスプリット判定負け。
2016年3月11日、Invicta FC 16でエリカ・チブリシオと対戦し、判定勝ち。
2016年9月23日、Invicta FC 19のInvicta FC世界アトム級タイトルマッチで王者の浜崎朱加に挑戦。2Rに浜崎のパンチを受けてぐらつかされると、そのままパンチの連打を受けて目尻から出血し、カットによるドクターストップで2R TKO負けを喫し王座獲得に失敗した。
2017年12月23日、ROAD FC 045: XXのROAD FC女子アトム級タイトルマッチで王者ハム・ソヒに挑戦し、パウンドでKO負けを喫し王座獲得に失敗した。

#### Invicta FC王座獲得
2018年7月21日、Invicta FC世界アトム級女王決定戦でミナ・グルサンデルと対戦し、3-0の判定勝ちを収め世界王座獲得に成功した。

### RIZIN
2019年6月2日、RIZIN.16のRIZIN女子スーパーアトム級タイトルマッチで王者の浜崎朱加に挑戦するも、0-3の判定負け。王座獲得に失敗した。浜崎との対戦成績は0勝2敗となった。

#### Invicta FC王座剥奪
2020年2月7日、 Invicta FC 39: Frey vs. Cummins IIで王座防衛戦を行い、アシュレイ・カミンズと対戦し5R判定勝ち。勝利するも計量オーバーをしたために王座は空位となった。

### UFC
UFCにはフレイの適正階級であるアトム級（-47.6kg）が無いため、1階級上のストロー級（-52.2kg）での参戦となった。
2020年6月27日、UFC初参戦となったUFC on ESPN: Poirier vs. Hookerでケイ・ハンセンと対戦し、腕ひしぎ十字固めで一本負け。フレイは5日前の急オファーでの参戦だった。
2020年10月4日、UFC on ESPN: Holm vs. Aldanaでロマ・ルックブーンミーと対戦し、0-3の判定負け。
2021年6月25日、UFC Fight Night: Edwards vs. Muhammadでグロリア・ジ・パウラと対戦し、3R判定勝ち。

## 戦績
| 総合格闘技 戦績 | 総合格闘技 戦績 | 総合格闘技 戦績 | 総合格闘技 戦績 | 総合格闘技 戦績 | 総合格闘技 戦績 | 総合格闘技 戦績 |
| --------------- | --------------- | --------------- | --------------- | --------------- | --------------- | --------------- |
| 21 試合         | (T)KO           | 一本            | 判定            | その他          | 引き分け        | 無効試合        |
| 11 勝           | 1               | 2               | 8               | 0               | 0               | 0               |
| 10 敗           | 3               | 1               | 5               | 0               | 0               | 0               |

| 勝敗 | 対戦相手               | 試合結果                                | 大会名                                                                        | 開催年月日     |
| ×    | ビクトリア・ドゥダコバ | 5分3R終了 判定0-3                       | UFC 294: Makhachev vs. Volkanovski 2                                          | 2023年10月21日 |
| ×    | エリース・リード       | 5分3R終了 判定0-3                       | UFC on ESPN 46: Kara-France vs. Albazi                                        | 2023年6月3日   |
| ×    | ポリアナ・ヴィアナ     | 1R 0:47 KO（スタンドパンチ連打）        | UFC Fight Night: Rodriguez vs. Lemos                                          | 2022年11月5日  |
| ×    | バネッサ・デモポロス   | 5分3R終了 判定1-2                       | UFC on ESPN 38: Tsarukyan vs. Gamrot                                          | 2022年6月25日  |
| ○    | アシュリー・ヨーダー   | 5分5R終了 判定3-0                       | UFC on ESPN 28: Hall vs. Strickland                                           | 2021年7月31日  |
| ○    | グロリア・ジ・パウラ   | 5分3R終了 判定3-0                       | UFC Fight Night: Edwards vs. Muhammad                                         | 2021年3月13日  |
| ×    | ロマ・ルックブーンミー | 5分3R終了 判定0-3                       | UFC on ESPN 16: Holm vs. Aldana                                               | 2020年10月4日  |
| ×    | ケイ・ハンセン         | 3R 2:26 腕ひしぎ十字固め                | UFC on ESPN 12: Poirier vs. Hooker                                            | 2020年6月27日  |
| ○    | アシュレイ・カミンズ   | 5分5R終了 判定3-0                       | Invicta FC 39: Frey vs. Cummins II                                            | 2020年2月7日   |
| ×    | 浜崎朱加               | 5分3R終了 判定0-3                       | RIZIN.16 【RIZIN女子スーパーアトム級タイトルマッチ】                          | 2019年6月2日   |
| ○    | ミナ・グルサンデル     | 5分5R終了 判定2-1                       | Invicta FC 33: Frey vs. Grusander II 【Invicta FC世界アトム級タイトルマッチ】 | 2018年12月15日 |
| ○    | ミナ・グルサンデル     | 5分5R終了 判定3-0                       | Invicta FC 30: Frey vs. Grusander 【Invicta FC世界アトム級王座決定戦】        | 2018年7月21日  |
| ×    | ハム・ソヒ             | 1R 4:40 KO（左ストレート→パウンド）     | ROAD FC 045: XX 【ROAD FC女子アトム級タイトルマッチ】                         | 2017年12月23日 |
| ○    | アシュリー・カミンズ   | 5分3R終了 判定3-0                       | Invicta FC 24: Dudieva vs. Borella                                            | 2017年7月15日  |
| ×    | 浜崎朱加               | 2R 4:38 TKO（ドクターストップ）         | Invicta FC 19: Maia vs. Modafferi 【Invicta FC世界アトム級タイトルマッチ】    | 2016年9月23日  |
| ○    | エリカ・チブリシオ     | 5分3R終了 判定3-0                       | Invicta FC 16: Hamasaki vs. Brown                                             | 2016年3月11日  |
| ○    | リズ・マッカーシー     | 5分3R終了 判定3-0                       | Invicta FC 14: Evinger vs. Kianzad                                            | 2015年9月12日  |
| ○    | キャシー・ロブ         | 1R 2:36 リアネイキッドチョーク          | Invicta FC 10: Waterson vs. Tiburcio                                          | 2014年12月5日  |
| ×    | ジョディ・エスキベル   | 5分3R終了 判定1-2                       | Invicta FC 8: Waterson vs. Tamada                                             | 2014年9月6日   |
| ○    | ダーラ・ハリス         | 1R 3:13 KO（左ハイキック→左ストレート） | SCS 18: Declaration of Pain                                                   | 2013年7月27日  |
| ○    | メーガン・ライト       | 1R 2:04 リアネイキッドチョーク          | SCS 16: Resolution                                                            | 2013年4月6日   |

## 獲得タイトル
- 第5代Invicta FC世界アトム級王座（2018年）